# فرانك فان كاوين
فرانك فان كاوين (بالهولندية: Frank van Kouwen)‏ (2 يوليو 1980 بفيرت في هولندا - ) هو لاعب كرة قدم هولندي في مركز الدفاع. لعب مع إف سي آيندهوفن ودي غرافشاب ورودا ياي سي وفي في في فينلو وفيلم تو تيلبورغ وDe Treffers ‏.

## روابط خارجية
- فرانك فان كاوين على موقع قاعدة بيانات كرة القدم.إي يو (الإنجليزية)